# Pablo Colino
Pablo Colino (Pampelune, le 25 janvier 1934) est un religieux, musicien et écrivain espagnol.

## Biographie
Il est lauréat en philosophie et théologie de l'Université pontificale du Latran de Rome. Il a obtenu le poste en Composition, Musique Sacrée et Direction Chorale auprès de l'Institut Pontifical de Musique Sacrée de Rome. Il s'est spécialisé en Didactique et Pédagogie Musicale selon les méthodes de Justine Ward, Carl Orff, Zoltán Kodály et Émile Jaques-Dalcroze à Paris, Montserrat, Salzbourg, Kecskemét et Genève. Il s'est également spécialisé en Direction Chorale sous la direction de Marin Constantin au Conservatoire de Bucarest dans les Disciplines de l'Art, Musique et Spectacles (DAMS) de l'Université de Bologne.
Chanoine et Maître de Chapelle émérite de la Basilique Saint-Pierre du Vatican. Académicien et directeur des cours d'Éducation Musicale et des Chœurs de l'Accademia Filarmonica Romana et de l'Accademia Tiberina (it). Académicien de la Real Academia de Bellas Artes de San Fernando de Madrid. Collaborateur de la Radiotelevisione Italiana et de Radio Vatican.
Consultant artistique du Vicariat de Rome (Ufficio Comunicazioni Sociali). Consultant artistique de la Région pour les « Natale nel Lazio ». Consultant artistique du Teatro dell'Opera di Roma, et de la Courtial International. Président du Congrès Mondial des Maîtres de Chapelle. Membre de la Commission Artistico-Culturelle du Vatican pour l'Année sainte 2000.

## Discographie
Il a dirigé de nombreux concerts en Italie, Espagne, Suisse, Hongrie, Allemagne, Hollande, France, Roumanie, États-Unis d'Amérique, Russie et Grande-Bretagne et il a enregistré et publié une vingtaine de disques dont des enregistrements des Concerts de Noël retransmis en mondovision par la Télévision italienne en 1989 et 1990, et les motets du Cardinal Rafael Merry del Val, il Three Priests avec Sony, et l'Alma Mater avec la Universal-Gefen de Londres.

## Honneurs
- Commandeur de l'ordre du Mérite civil (Espagne)
- Commandeur de l'ordre d'Isabelle la Catholique (Espagne)
- Commandeur de l'ordre d'Alphonse X le Sage (Espagne)
- Commandeur de l'ordre sacré et militaire constantinien de Saint-Georges
- Commendatore della Repubblica Italiana
- Chevalier de l'ordre souverain de Malte
- Prix "Il Sagittario d'Oro", 1977, Rome
- Auteur de l'Anno della Musica, 1985, Palestrina (Italie)
- Prix "Platea-Estate", 1988, Rome (Italie).